# Comparettia coccinea
Comparettia coccinea là một loài phong lan.

## Hình ảnh

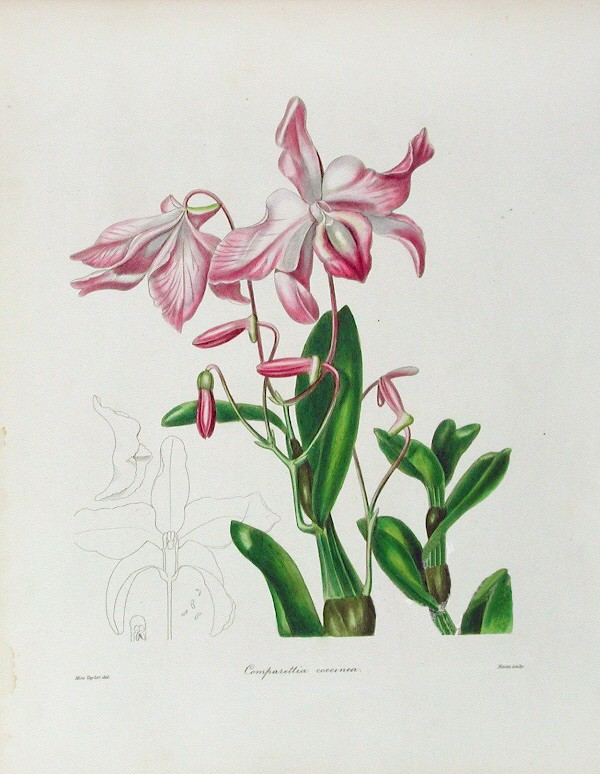